# Marechal da Federação Russa
Marechal da Federação Russa (russo:  Маршал Российской Федерации, tr. Marshal Rossiyskoy Federatsii) é a mais alta patente militar da Rússia, criada em 1993 após a dissolução da União Soviética.   Sua patente está imediatamente acima de general do Exército e almirante da frota  e é considerado o sucessor do posto de marechal da União Soviética da era soviética.
Um Marechal da Federação Russa supera Generais do Exército (quatro estrelas), Coronéis-Generais (três estrelas), Tenentes-Generais (duas estrelas) e Major-Generais (uma estrela). É aproximadamente equivalente ao General do Exército Americano e ao Marechal de Campo Britânico. 
O único oficial que até então ocupava o posto era Igor Sergeyev, ex-ministro da Defesa, que havia sido promovido de General do Exército das Forças de Mísseis Estratégicos. Sergeyev foi marechal da Federação Russa de 1997 até sua morte em 2006.

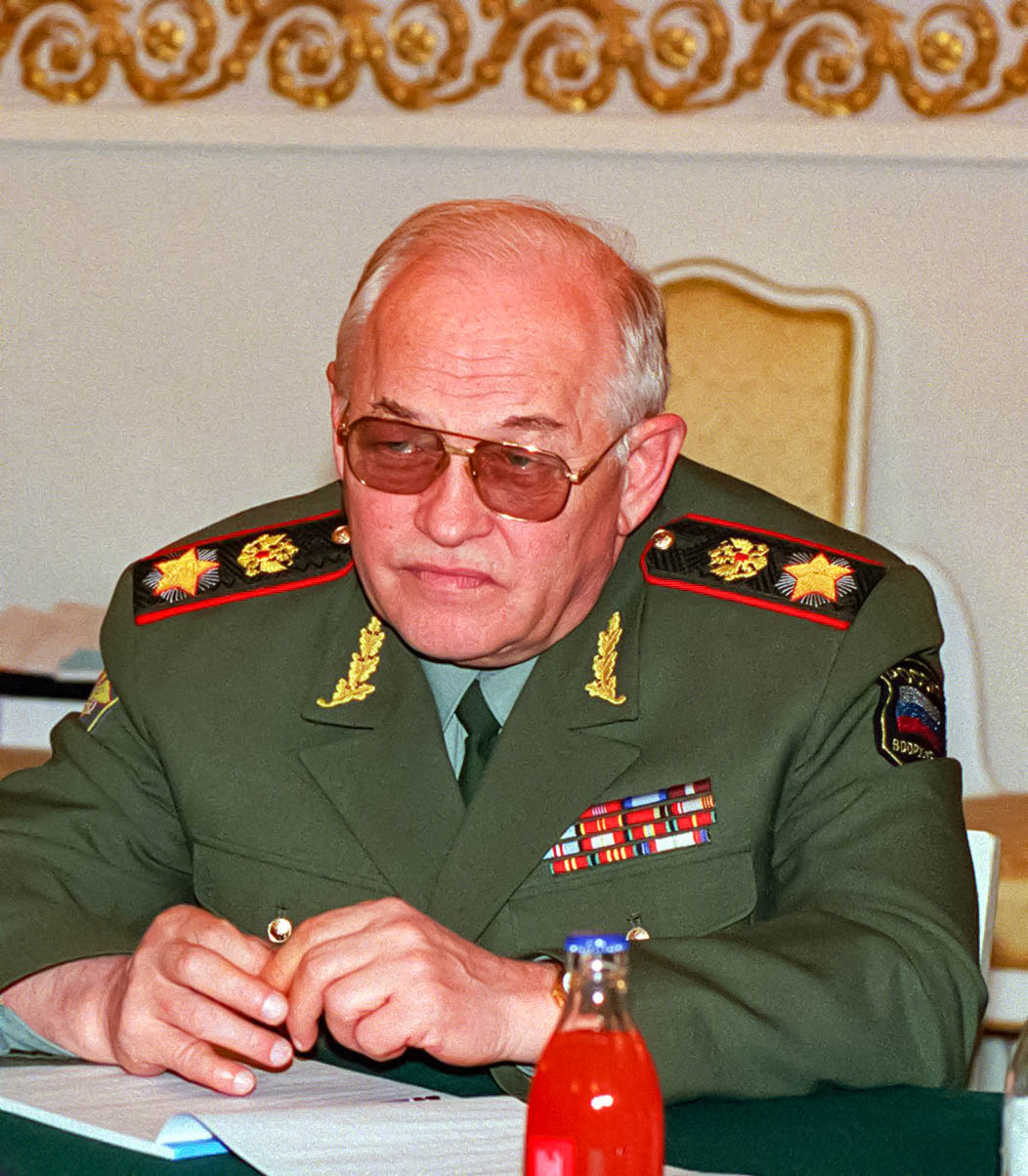
Marechal da Federação Russa Igor Sergeyev

A insígnia do Marechal da Federação Russa é semelhante à do Marechal da União Soviética, com o emblema soviético substituído pelo brasão de armas russo. Um oficial que recebesse essa patente também usaria a estrela de marechal.

## Insígnias

Insígnia de Patente Marechal da Federação Russa
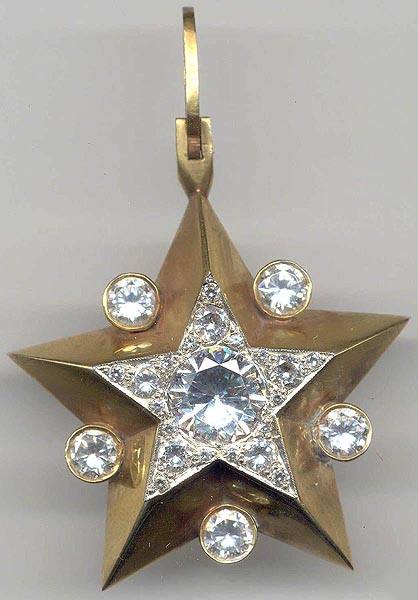
Estrela de Marechal
Uniforme de desfile (1997–2010)
Uniforme de serviço (1997–2010)
Uniforme de campo (1997–2010)
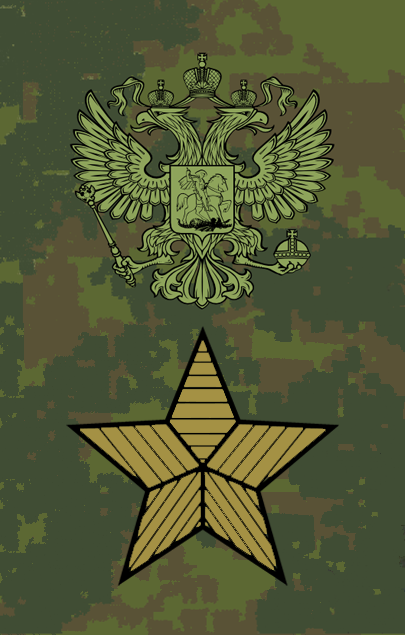
Uniforme de campo (2010–presente)